# 井原村 (島根県)
井原村（いばらむら）は、島根県邑智郡にあった村。現在の邑智郡邑南町の一部にあたる。

## 地理
濁川の中流域、於保知盆地の東部に位置していた。

## 歴史
- 1889年（明治22年）4月1日、町村制の施行により、邑智郡井原村が単独で村制施行し、井原村が発足[1][2]。
- 1910年（明治43年）7月、井原村信用購買販売組合設立[1]。
- 1918年（大正7年）9月、井原郵便局開設[1]。
- 1955年（昭和30年）4月15日、邑智郡矢上町、中野村、日貫村、日和村 と合併し、邑智郡石見町を新設して廃止された[1][2]。

### 地名の由来
かつて稲置が有ったため稲原と称されたことから。

## 産業
- 農業[1]